# Luža
Luža (rusky Лужа) je řeka v Kalužské oblasti s prameny v Moskevské oblasti v Rusku. Je dlouhá 159 km. Plocha povodí měří 1 400 km².

## Průběh toku
Ústí zprava do Protvy (povodí Oky) na 82 říčním kilometru.

## Vodní režim
Zdroj vody je převážně sněhový. Nejvyšších vodních stavů dosahuje v dubnu a v květnu, přičemž rozsah kolísání hladiny dosahuje až 6,1 m. Zamrzá v listopadu, zřídka až v prosinci a rozmrzá v dubnu.

## Využití
Na řece leží město Malojaroslavec.